# Xã Crystal Springs, Quận Kidder, Bắc Dakota
Xã Crystal Springs (tiếng Anh: Crystal Springs Township) là một xã thuộc quận Kidder, tiểu bang Bắc Dakota, Hoa Kỳ. Năm 2010, dân số của xã này là 32 người.